# Charlie Murder
Charlie Murder est un jeu vidéo de type beat them all développé par Ska Studios et édité par Microsoft Game Studios, sorti en 2013 sur Xbox 360 (via le Xbox Live Arcade) puis réédité en 2017 sur Windows, Mac et Linux.

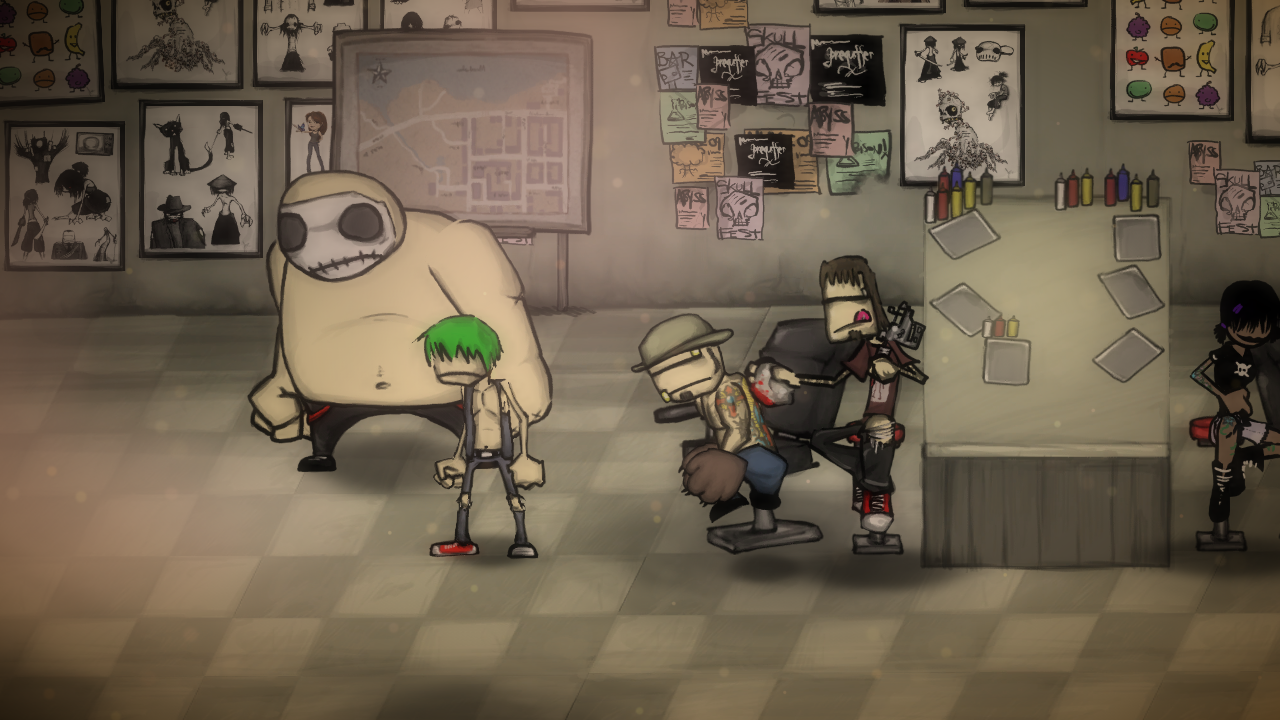
Capture d'écran du jeu

## Accueil
- Destructoid : 7,5/10[1]
- Game Informer : 7,5/10[2]
- IGN : 7/10[3]
- Jeuxvideo.com : 17/20[4]
- Official Xbox Magazine : 9/10[5]